# Vandellia subracemosa
Vandellia subracemosa är en tvåhjärtbladig växtart som först beskrevs av De Wild., och fick sitt nu gällande namn av Fischer, Schäferhoff och Müller. Vandellia subracemosa ingår i släktet Vandellia och familjen Linderniaceae. Inga underarter finns listade i Catalogue of Life.